# Лапухин, Василий Захарьевич
Василий Захарьевич Лапухин (4 апреля 1933 — 13 августа 2004) — передовик советской целлюлозно-бумажной и деревообрабатывающей промышленности, директор Балахнинского целлюлозно-бумажного комбината имени Ф. Э. Дзержинского Министерства лесной, целлюлозно-бумажной и деревообрабатывающей промышленности СССР, Герой Социалистического Труда (1985).

## Биография
Родился 4 апреля 1933 года в деревне Лозовики ныне Невельского района Псковской области в русской крестьянской семье. 
С 1943 по 1953 годы проходил обучение в Невельской средней школе, в 1958 году получил диплом о высшем образовании окончив Ленинградский технологический институт. После этого был направлен на работу на должность инженера-технолога на Балахнинский целлюлозно-бумажный комбинат (ЦБК) в город Балахна, Горьковской (с 1990 года Нижегородской) области. Начинал трудовую деятельность помощником мастера, затем стал мастером, потом заместителем начальника цеха, начальником древесномассного завода, главным технологом комбината, заместителем главного инженера по производству и экспорту, а в 1973 году был назначен директором Балахнинского целлюлозно-бумажного комбината.
Во время его руководства было реализовано множество рационализаторских предложений. Профессионально использовал в производстве передовые достижения отечественной и зарубежной науки и техники, внедрил на комбинате «щекинский метод». На предприятии был освоен бисульфитный способ варки целлюлозы, а также две системы АСУТП (автоматизированная система управления технологическими процессами).
За выдающиеся трудовые успехи, достигнутые в выполнении четырёх лет одиннадцатой пятилетки и социалистических обязательств, снижение массоёмкости газетной бумаги и экономию энергоресурсов, Указом Президиума Верховного Совета СССР от 4 мая 1985 года Василию Захарьевичу Лапухину было присвоено звание Героя Социалистического Труда с вручением ордена Ленина и золотой медали «Серп и Молот».
Избирался и работал членом Горьковского обкома КПСС, был депутатом областного и Балахнинского городского Советов народных депутатов.
Проживал в городе Балахне. Умер 13 августа 2004 года.

## Награды
За трудовые успехи удостоен:
- золотая звезда «Серп и Молот» (04.05.1985),
- два ордена Ленина (19.03.1981, 04.05.1985),
- Орден Октябрьской Революции (07.02.1974),
- Орден Трудового Красного Знамени (20.04.1971),
- Медаль «За трудовое отличие» (17.09.1966),
- другие медали.

## Память
- 8 августа 2014 года на ул. Правдинская на фасаде дома № 9, где жил Герой, установлена мемориальная доска.
- 18 сентября 2014 года у центральной проходной ОАО «Волга» состоялось торжественное открытие мемориальной доски Герою Социалистического Труда[2].